# Ítalo Ferreira
Pour les articles homonymes, voir Ferreira.
Ítalo Ferreira est un surfeur professionnel brésilien né le 6 mai 1994 à Baía Formosa, dans l'État de Rio Grande do Norte, au Brésil. En 2019, il devient champion du monde de la World Surf League, devenant ainsi le troisième brésilien de l'histoire à décrocher ce titre après Gabriel Medina et Adriano de Souza. Il devient par ailleurs le premier champion olympique de surf à l'occasion des jeux olympiques d'été de 2020 organisés à Tokyo.

## Biographie
Ítalo Ferreira est né à Baía Formosa, petite localité de 8 000 habitants dans l'État de Rio Grande do Norte, qui possède principalement des spots de fond rocheux. La hauteur des vagues dans la région étant généralement comprise entre 2 et 6 pieds (soit entre 0,5 et 1,8 mètre), Ferreira développe surtout un surf aérien, à l'image de ses compatriotes Filipe Toledo et Gabriel Medina. Il se dit également inspiré par Jadson André, surfeur du circuit d'élite originaire du même État de Rio Grande do Norte.
Particulièrement méconnu du grand public lors de sa première saison sur le circuit qualificatif, Ferreira parvient à se qualifier pour le circuit d'élite en terminant septième au classement général. Il accède ainsi pour la première fois au Championship Tour en 2015, à l'âge de 20 ans. Il fait sensation au cours de sa première saison par son surf puissant et aérien, aussi bien sur les petites vagues de Rio de Janeiro (où il se classe troisième lors du Oi Rio Pro) que dans les grosses vagues tubulaires de Tavarua ou Teahupoo (où il atteint à chaque fois les quarts de finale). Très vite, il sort de l'ombre et est pressenti comme le grand favori dans la course au titre de Rookie of the year qui récompense le meilleur débutant sur le circuit d'élite. Lors du Moche Rip Curl Pro Portugal, avant dernière étape de la saison organisée à Peniche, il se hisse pour la première fois de sa carrière en finale d'une compétition du CT. Il s'incline face à son compatriote Filipe Toledo mais surprend encore une fois les juges et le public avec une manœuvre aérienne notée 9,93. À l'issue de l'étape, il se classe cinquième au général mais ce n'est pas suffisant pour lui laisser mathématiquement une chance d'être sacré champion du monde lors du dernier événement de la saison, le Billabong Pipe Masters, organisé à Hawaï sur le North Shore d'Oahu. Il termine finalement la saison à la septième place du classement et remporte le titre de Rookie of the year.
Le 19 décembre 2019, il atteint la finale du Billabong Pipe Masters face à son compatriote Gabriel Medina, son concurrent direct au titre. Grâce à sa victoire, Ferreira remporte le titre mondial de surf.

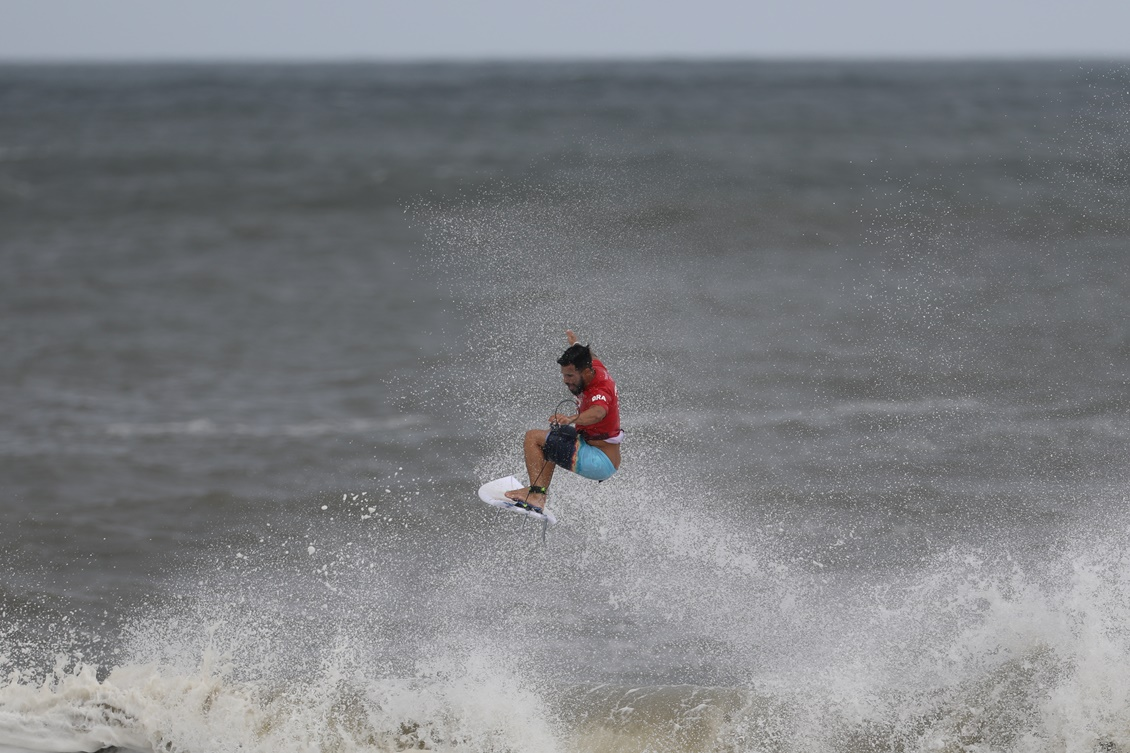
Ítalo Ferreira lors des Jeux olympiques d'été de 2020.

Il remporte l'épreuve masculine des Jeux olympiques d'été de 2020 en s'imposant en finale face au Japonais Kanoa Igarashi le 27 juillet 2021 sur le spot de Tsurigasaki. Le surf faisant son apparition au programme des Jeux lors de cette édition, Ferreira devient ainsi le premier champion olympique de la discipline. 

## Palmarès et résultats

### Saison par saison
- 2014 :
  - 3e du Los Cabos Open of Surf à San José del Cabo (Mexique)[1]
  - 3e du O'Neill SP Prime à Maresias (Brésil)[2]
  - Champion du Brésil de surf[3]

- 2015 :
  - 3e du Oi Rio Pro à Rio de Janeiro (Brésil)[4]
  - 2e du Moche Rip Curl Pro Portugal à Peniche (Portugal)[5]
  - Rookie of the year

- 2018 :
  - 1er du Rip Curl Pro Bells Beach à Bells Beach (Australie)
  - 1er du Corona Bali Protected à Bali (Indonésie)
  - 1er du MEO Rip Curl Pro Portugal à Peniche (Portugal)

- 2019 :
  - 1er du Quiksilver Pro Gold Coast à Gold Coast (Australie)
  - 2e du Corona J-Bay Open à Jeffreys Bay (Afrique du Sud)
  - 2e du Quiksilver Pro France à Hossegor (France)
  - 1er du MEO Rip Curl Pro Portugal à Peniche (Portugal)
  - 1er du Billabong Pipe Masters à Banzai Pipeline, sur le North Shore d'Oahu (Hawaï)

- 2021 :
  -  1er des Jeux olympiques d'été de 2020

### Classements
| Année             | 2013 | 2014 | 2015 | 2016 | 2017 | 2018 | 2019 |
| ----------------- | ---- | ---- | ---- | ---- | ---- | ---- | ---- |
| Championship Tour |      |      | 7e   | 15e  | 22e  | 4e   | 1er  |
| Qualifying Series | 222e | 7e   | 31e  | 71e  | 7e   | 26e  | 116e |